# Еберхард I Шенк фон Лимпург
Еберхард I Шенк фон Лимпург-Шпекфелд (на немски: Eberhard I Schenk von Limpurg in Speckfeld; * 3 октомври 1560; † 26 февруари 1622, Щутгарт) е наследствен имперски шенк на Лимбург, господар в замък Шпекфелд над Маркт Айнерсхайм в Бавария.

## Произход
Той е син на Фридрих VI Шенк фон Лимпург (1536 – 1596), господар на Шпекфелд-Оберзонтхайм, и първата му съпруга графиня Маргарета фон Ербах (1539 – 1564), дъщеря на граф Еберхард XII фон Ербах (1511 – 1564) и вилд и райнграфиня Маргарета фон Даун (1521 – 1576). Баща му е жени втори път на 27 април 1567 г. за шенка Агнес фон Лимпург-Гайлдорф (1542 – 1606).
Брат е на Георг Шенк фон Лимпург (1564 – 1628) и полубрат на Вилхелм Шенк фон Лимпург-Шпекфелд (1568– 1633), главен фогт на Гьопинген, на Хайнрих II Шенк фон Лимпург (1573 – 1637), имперски шенк и фрайхер на Лимпург-Зонтхайм/Оберзонтхайм, и Конрад Шенк фон Лимпург-Шпекфелд (1570 – 1634).
Еберхард I Шенк фон Лимпург-Шпекфелд умира на 26 февруари 1622 г. в Щутгарт на 61 години.

## Фамилия
Еберхард I Шенк фон Лимпург-Шпекфелд се жени на 21 юни 1586 г. за графиня Катарина фон Ханау-Лихтенберг (* 30 януари 1568; † 6 август 1636), дъщеря на граф Филип V фон Ханау-Лихтенберг (1541 – 1599) и първата му съпруга пфалцграфиня Лудовика Маргарета фон Цвайбрюкен-Бич (1540 – 1569). Те имат 8 деца:
- Филип Лудвиг Шенк фон Лимпург (* 1 октомври 1588, Нойщат ам Кохер; † 7 февруари 1627, Оберзонтхайм), шенк и граф на Лимпург в Шпекфелд, шериф на Либенцел, женен на 9 юли 1615 г. за фрайин Ева Барбара фон Зайнсхайм († 27 март 1644)
- Готфрид фон Лимпург (* 5 май 1590; † 26 юли 1596)
- Урсула Доротхеа фон Лимпург (* 8 септември 1591; † 13 февруари 1593)
- Фридрих Еберхард фон Лимпург (* 28 ноември 1593; † 6 март 1594)
- Агата Катарина фон Лимпург-Шпекфелд (* 30 юни/юли 1595; † 30 януари 1664), омъжена на 20 август 1618 г. за граф Филип II фон Лайнинген-Вестербург (* 5 януари 1591; † 9 февруари 1668)
- Франц/Георг Фридрих Шенк фон Лимпург (* 27 юни 1596; † 5 декември 1651), шенк на Лимпург в Шпекфелд, военен, женен на 28 март 1636 г. за графиня Магдалена Елизабет фон Ханау-Мюнценберг (* 1611; † 26 февруари 1687)
- Йохана Кристина фон Лимпург (* 25 декември 1597; † 8 юли 1598)
- Сибила фон Лимпург (* 6 октомври 1601; † 1 април 1603)